# Thorold
Thorold är en stad (lower tier city) i Kanada.  Den utgör en primärkommun i Regional Municipality of Niagara i provinsen Ontario, i den södra delen av landet, 400 km sydväst om huvudstaden Ottawa. Thorold ligger 178 meter över havet och antalet invånare är 18 801.  Thorold är huvudort i sekundärkommunen Regional Municipality of Niagara som den är centralt placerad i.

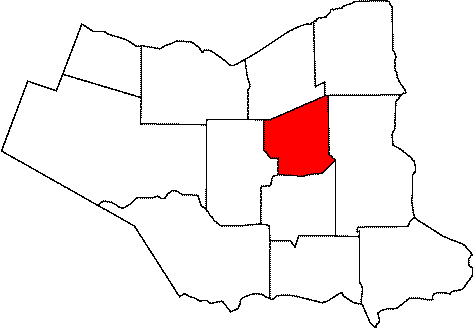
Thorold i Niagara.

Terrängen runt Thorold är platt. Runt Thorold är det tätbefolkat, med 383 invånare per kvadratkilometer.. Närmaste större samhälle är St. Catharines, 7,0 km nordväst om Thorold. 
Omgivningarna runt Thorold är en mosaik av jordbruksmark och naturlig växtlighet. Inlandsklimat råder i trakten.
Staden gränsar mot Pelham i väster, Welland i söder, Niagara Falls i öster och St. Catharines i norr.

## Politik
Staden styrs av en vald borgmästare och en stadsfullmäktige och 8 personer. I regionfullmäktige representeras staden av sin borgmästare och en regionfullmäktige.